# Џејкоб Труба
Џејкоб Рајан Труба (енгл. Jacob Ryan Trouba — Рочестер, 26. фебруар 1994) професионални је амерички хокејаш на леду који игра на позицијама одбрамбеног играча.
Члан је сениорске репрезентације Сједињених Држава за коју је на међународној сцени дебитовао на светском првенству 2013. године. На истом првенству амерички тим је освојио бронзану медаљу.
Учествовао је на улазном драфту НХЛ лиге 2012. где га је као 9. пика у првој рунди одабрала екипа Винипег џетса. Већ наредне године дебитовао је за Џетсе у НХЛ лиги, а прву утакмицу одиграо је 1. октобра 2013. против екипе Ојлерса.